# Vladimirska oblast
Vladimirska oblast (rusko Влади́мирская о́бласть) je oblast v Rusiji v Osrednjem federalnem okrožju. Na severu meji z Jaroslaveljsko oblastjo, na vzhodu z Ivanovsko oblastjo, na jugu z Niženovgorodsko in Rjazansko oblastjo in na zahodu z Moskovsko oblastjo. Ustanovljena je bila 14. avgusta 1944.